# Everything in Time
Everything In Time è una raccolta comprendente tutti i b-side, le rarità, e i remix del gruppo dei No Doubt, pubblicato inizialmente come terzo disco del Boom Box nel 2003, e nel 2004 pubblicato come disco a sé stante.

## Tracce
Lato B
1. Big Distraction
2. Leftovers
3. Under Construction
4. Beauty Contest
5. Full Circle
6. Cellophane Boy

Rarità
1. Everything In Time (Los Angeles)
2. You're So Foxy
3. Panic
4. New Friend featuring Buccaneer
5. Everything In Time (Londra)
6. Sailin' On (Bad Brains cover)
7. Oi to the World (The Vandals cover)
8. I Throw My Toys Around featuring Elvis Costello

Remix
1. New & Approved (New Remix)
2. A Real Love Survives (Rock Steady remix) featuring Ms. Dynamite
3. A Rock Steady Vibe (Rock Steady remix) featuring Sweetie Irie

## Formazione
- Gwen Stefani – voce
- Eric Stefani – chitarra, tastiere
- Tom Dumont - chitarra
- Tony Kanal – basso
- Adrian Young – batteria, percussioni